# Fort de Matra
Pour les articles homonymes, voir Matra.
Le fort de Matra, est un monument situé à Aléria en Haute-Corse.
Le fort a été classé monument historique en 1962.

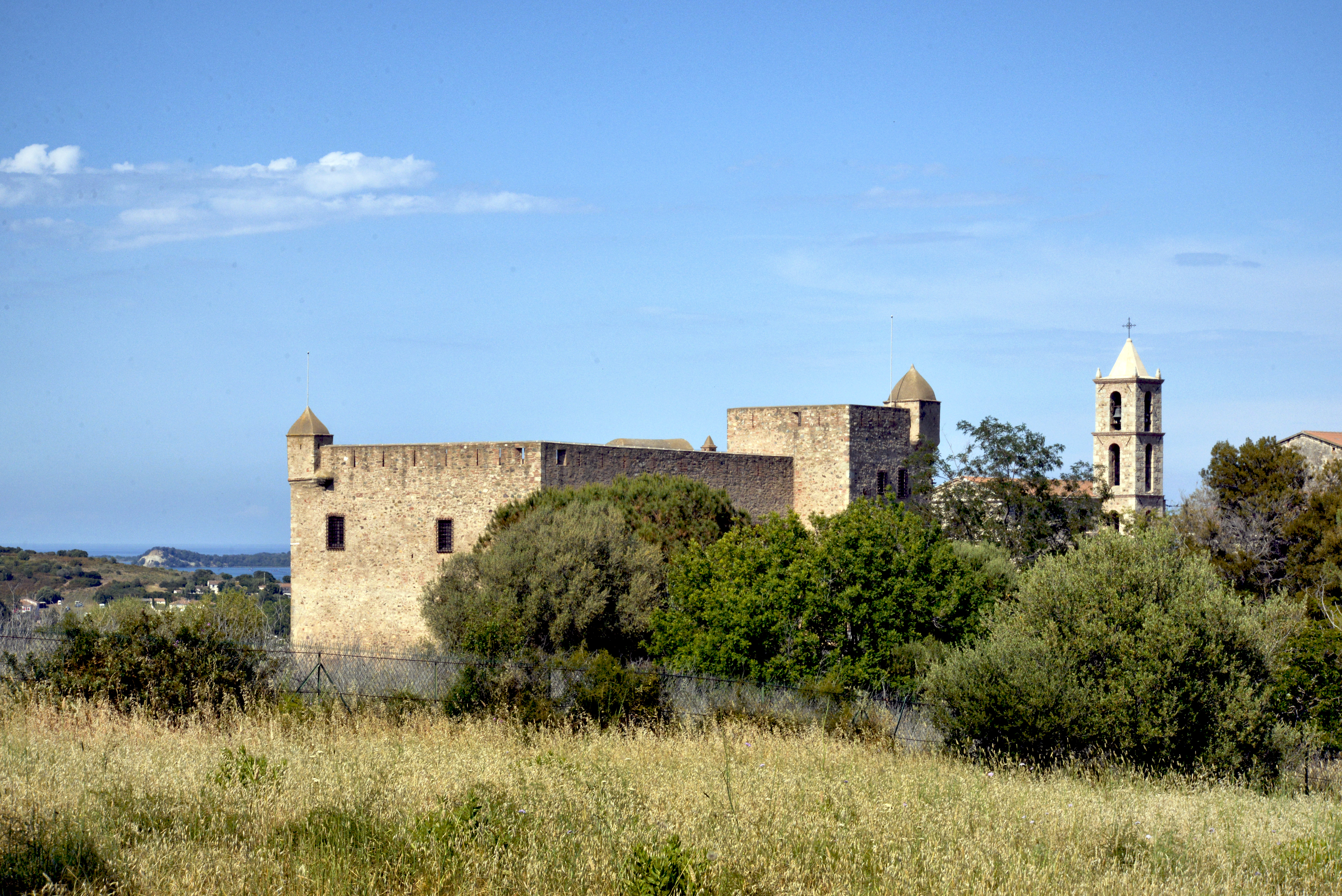
Fort de Matra

## Historique
La construction du fort remonte à la période génoise, au XIVe siècle. Un escadron de cavalerie y était affecté, ayant pour mission de surveiller les territoires de l'arrondissement, la côte orientale et la région des étangs côtiers. Son importance militaire dérivait de sa position stratégique, au sommet d'une colline surplombant la plaine environnante. Au cours des siècles, le fort est devenu un dépôt d'armes pour les Génois : c'est pour cette raison qu'il a été partiellement détruit en 1729, par les Corses qui s'étaient rebellés.
Plus tard, le fort a été reconstruit et a accueilli le roi Théodore Ier de Corse au cours de son bref règne. L'édifice est ensuite passé à la puissante famille Matra, qui a pris le contrôle de la forteresse.
Le plus connu des Matra fut Marius Emmanuel, qui fut l'un des généraux électif de Corse, mais qui lutta contre Pascal Paoli pour la suprématie que ce dernier avait remportée. Son esprit partisan le conduisit à prendre fait et cause pour les Génois, afin d'en obtenir du soutien. Il fut tué le 28 mars 1757, mais le fort est resté en possession de sa famille.

### Le fortin devient musée

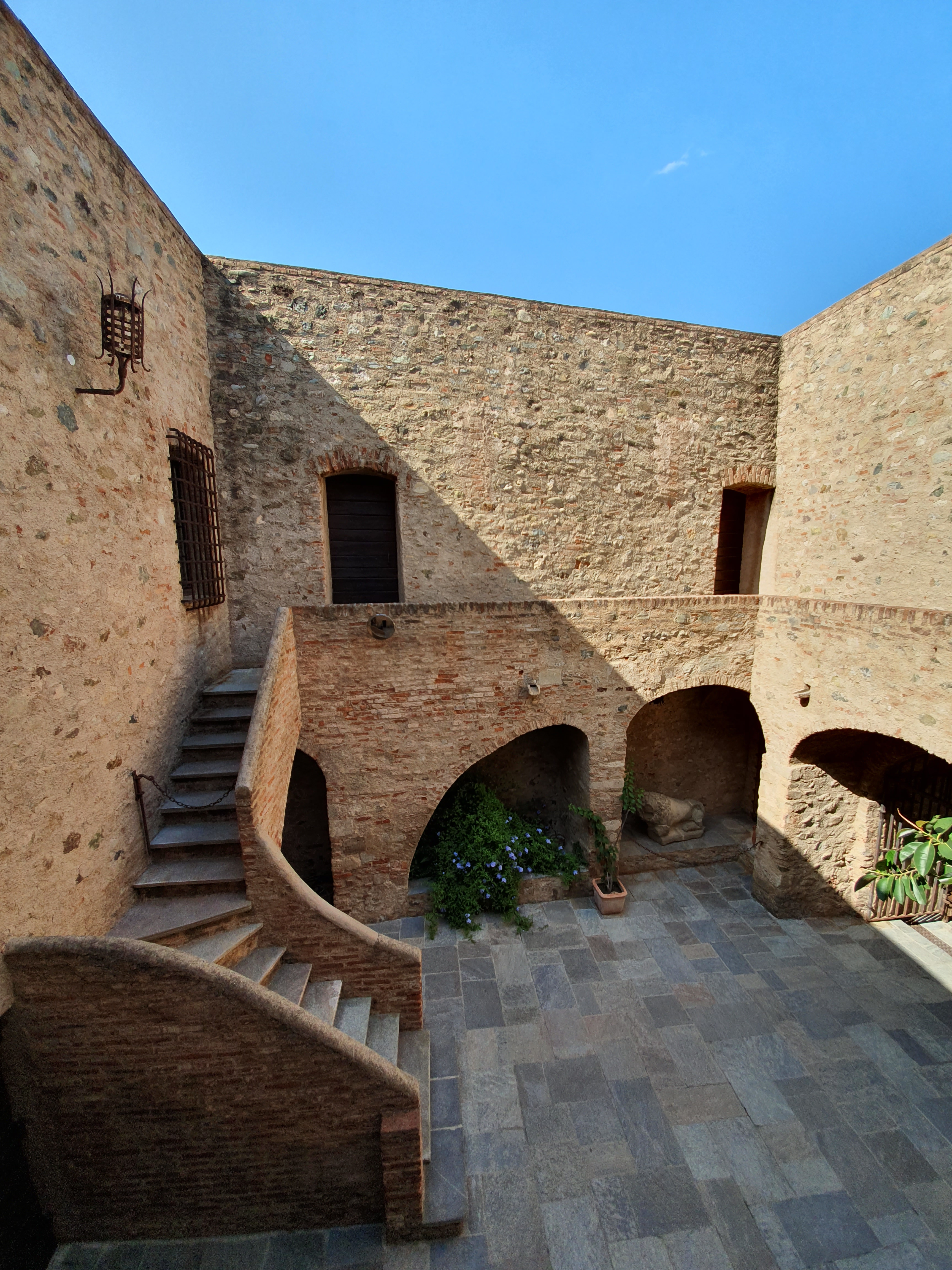
Cour du musée

En 1963, année suivante qui suivit son classement, le fort a été le siège d'un dépôt de fouilles archéologiques pour les opérations conduites dans les environs, et notamment pour les investigations conduites sur le site de l'ancienne cité antique d'Aléria, à quelques centaines de mètres seulement, ou plus encore des nécropoles antérieures à l'époque romaine. Après l'acquisition du fort par le département de la Haute-Corse, en 1979, ce matériel est devenu la base de la collection constitutive d'un musée.
À la suite de la reprise des fouilles archéologiques du site de la ville antique d'Alalia, toute proche, il a accueilli dès 1963 un dépôt archéologique. En effet, à partir de cette époque, son histoire est liée à celle des fouilles de la cité antique : après avoir pris en 1969 le nom d'un grand historien de la Rome antique, Jérôme Carcopino, il devient en 1978 le musée départemental d'archéologie Jérôme-Carcopino, puis labellisé Musée de France.